# 全国高等学校ラグビーフットボール大会 (香川県勢)
全国高等学校ラグビーフットボール大会における香川県勢の成績について記す。
出場枠は、第35回までは四国4県で1枠。第36回～第49回・第51回～第59回・第61回・第63回は香川県と愛媛県の北四国地区で1枠。第62回・第64回～第69回は香川県と高知県の中四国地区で1枠。第50回・第60回は記念大会のため香川県単独で1枠。第70回以降は香川県単独で1枠となっている。

## 歴代代表校
| 年度              | 出場校                   | 試合結果 | 試合結果                 | 備考                                                                   |
| ----------------- | ------------------------ | -------- | ------------------------ | ---------------------------------------------------------------------- |
| 1970年（第50回）  | 坂出工（初出場）         | 1回戦    | ● 0 - 23 朝霞            |                                                                        |
| 1980年（第60回）  | 坂出工（10年ぶり2回目）  | 1回戦    | ● 0 - 40 新潟工          |                                                                        |
| 1982年（第62回）  | 坂出工（2年ぶり3回目）   | 1回戦    | ● 0 - 39 岐阜工          |                                                                        |
| 1984年（第64回）  | 坂出工（2年ぶり4回目）   | 1回戦    | ● 0 - 43 北見北斗        |                                                                        |
| 1985年（第65回）  | 坂出工（2年連続5回目）   | 1回戦    | ● 0 - 43 東海大一        |                                                                        |
| 1986年（第66回）  | 坂出工（3年連続6回目）   | 1回戦    | ● 0 - 24 黒沢尻工        |                                                                        |
| 1987年（第67回）  | 三豊工（初出場）         | 1回戦    | ● 0 - 29 砺波            |                                                                        |
| 1988年（第68回）  | 坂出工（2年ぶり7回目）   | 1回戦    | ● 6 - 24 日川            |                                                                        |
| 1990年（第70回）  | 三豊工（3年ぶり2回目）   | 1回戦    | ● 7 - 14 新潟工          |                                                                        |
| 1991年（第71回）  | 坂出工（3年ぶり8回目）   | 1回戦    | ● 7 - 43 北見北斗        |                                                                        |
| 1992年（第72回）  | 坂出工（2年連続9回目）   | 1回戦    | ● 0 - 65 巻              |                                                                        |
| 1993年（第73回）  | 高松北（初出場）         | 1回戦    | ● 0 - 37 関商工          |                                                                        |
| 1994年（第74回）  | 坂出工（2年ぶり10回目）  | 1回戦    | ● 7 - 76 西陵商          |                                                                        |
| 1995年（第75回）  | 高松北（2年ぶり2回目）   | 1回戦    | ● 0 - 69 岡谷工          |                                                                        |
| 1996年（第76回）  | 高松北（2年連続3回目）   | 1回戦    | ● 17 - 84 岡谷工         |                                                                        |
| 1997年（第77回）  | 坂出工（3年ぶり11回目）  | 1回戦    | ● 0 - 122 青森北         |                                                                        |
| 1998年（第78回）  | 坂出工（2年連続12回目）  | 1回戦    | ● 5 - 45 國學院栃木      |                                                                        |
| 1999年（第79回）  | 坂出工（3年連続13回目）  | 1回戦    | ● 11 - 59 新潟工         |                                                                        |
| 2000年（第80回）  | 坂出工（4年連続14回目）  | 1回戦    | ● 0 - 31 羽咋工          |                                                                        |
| 2001年（第81回）  | 坂出工（5年連続15回目）  | 1回戦    | ○ 29 - 10 富山工         | 県勢初の初戦突破。                                                     |
| 2001年（第81回）  | 坂出工（5年連続15回目）  | 2回戦    | ● 0 - 80 東福岡          | 県勢初の初戦突破。                                                     |
| 2002年（第82回）  | 坂出工（6年連続16回目）  | 1回戦    | ● 15 - 34 札幌山の手     |                                                                        |
| 2003年（第83回）  | 三豊工（13年ぶり3回目）  | 1回戦    | ● 7 - 43 新発田          |                                                                        |
| 2004年（第84回）  | 高松北（8年ぶり4回目）   | 1回戦    | ● 0 - 79 山形中央        |                                                                        |
| 2005年（第85回）  | 高松北（2年連続5回目）   | 1回戦    | ● 14 - 66 札幌山の手     |                                                                        |
| 2006年（第86回）  | 坂出工（4年ぶり17回目）  | 1回戦    | ● 5 - 125 四日市農芸     |                                                                        |
| 2007年（第87回）  | 高松北（2年ぶり6回目）   | 1回戦    | ● 3 - 69 青森北          |                                                                        |
| 2008年（第88回）  | 高松北（2年連続7回目）   | 1回戦    | ● 7 - 68 桐蔭学園        |                                                                        |
| 2009年（第89回）  | 坂出工（3年ぶり18回目）  | 1回戦    | ● 5 - 104 西陵           |                                                                        |
| 2010年（第90回）  | 高松北（2年ぶり8回目）   | 1回戦    | ● 3 - 67 青森工          |                                                                        |
| 2011年（第91回）  | 坂出工（2年ぶり19回目）  | 1回戦    | ● 8 - 81 明和県央        |                                                                        |
| 2012年（第92回）  | 坂出工（2年連続20回目）  | 1回戦    | ● 7 - 70 遠軽            |                                                                        |
| 2013年（第93回）  | 坂出第一（初出場）       | 1回戦    | ● 0 - 113 明和県央       |                                                                        |
| 2014年（第94回）  | 高松北（4年ぶり9回目）   | 1回戦    | ● 10 - 79 明和県央       |                                                                        |
| 2015年（第95回）  | 高松北（2年連続10回目）  | 1回戦    | ● 0 - 68 関商工          |                                                                        |
| 2016年（第96回）  | 高松北（3年連続11回目）  | 1回戦    | ● 0 - 95 流通経済大柏    |                                                                        |
| 2017年（第97回）  | 高松北（4年連続12回目）  | 1回戦    | ● 12 - 41 東海大静岡翔洋 |                                                                        |
| 2018年（第98回）  | 高松北（5年連続13回目）  | 1回戦    | ● 0 - 89 関商工          |                                                                        |
| 2019年（第99回）  | 坂出第一（6年ぶり2回目） | 1回戦    | ● 0 - 29 青森山田        |                                                                        |
| 2020年（第100回） | 坂出第一（2年連続3回目） | 1回戦    | ● 5 - 48 筑紫            |                                                                        |
| 2021年（第101回） | 坂出第一（3年連続4回目） | 1回戦    | ● 0 - 69 光泉カトリック  |                                                                        |
| 2022年（第102回） | 高松北（4年ぶり14回目）  | 1回戦    | ● 0 - 130 大分東明       |                                                                        |
| 2023年（第103回） | 高松北（2年連続15回目）  | 1回戦    | ○ 48 - 3 倉吉東          | 県勢通算1勝同士の対戦に勝利も、 故障者発生による人数不足で次戦を棄権。 |
| 2023年（第103回） | 高松北（2年連続15回目）  | 2回戦    | ● 不戦敗 中部大春日丘    | 県勢通算1勝同士の対戦に勝利も、 故障者発生による人数不足で次戦を棄権。 |
| 2024年（第104回） | 坂出第一（3年ぶり5回目） | 1回戦    | ● 7 - 29 近大和歌山      |                                                                        |

## 学校別成績
（名称は現校名、前身学校時代を含む）
| 校名       | 出場回数 | 全国大会成績 | 備考                |
| ---------- | -------- | ------------ | ------------------- |
| 坂出工     | 20回     | 1勝20敗      |                     |
| 高松北     | 15回     | 1勝15敗      |                     |
| 坂出第一   | 5回      | 0勝5敗       |                     |
| 観音寺総合 | 3回      | 0勝3敗       | 三豊工として3回出場 |
| 県勢計     |          | 2勝43敗      |                     |